# هزبر محمود
هزبر محمود علي شاعر عراقي، من مواليد مدينة ديالى، العراق 1973، يكتب الشعر العمودي والشعر الحر وله حضور بارز على المستوى العربي ومشاركات فاعلة في المسابقات الشعرية نال على إثرها العديد من الجوائز مثل شاعر الحرية وشاعر عكاظ.
تخرج من كلية الهندسة جامعة الموصل، قسم الهندسة المدنية عام 1998 ويعيش ويعمل في كركوك.

## شعره
تميز الشاعر بالكتابة عن الهم العراقي في قصائد تنوعت بين الشعر العمودي وشعر التفعيلة. صدر له عدة دواوين شعرية: «أثر على الماء» التي طبعت ثلاث مرات، مرة من قبل اتحاد أدباء كركوك في 2010، ومرة في القاهرة (أروقة) في 2015، ومرة من دار ماشكي / الموصل في 2019. وديوان «تركتُ الباب رهواً» الصادر عن أكاديمية الشعر في (أبوظبي) 2015، وديوان حبيب الشمس الصادر عن جامعة الطائف 2018، وله مجموعة تحت الطبع بعنوان الوقوف على أطلال بحريّة
وكثير من قصائده موثقة على شكل مقاطع فيديو في قناة اليوتيوب الخاصة وهي مبوبة حسب الدواوين الشعرية

### الجوائز
- جائزة ولقب شاعر عكاظ من المملكة العربية السعودية بدورتها التاسعة لعام 1436 هـ - 2015.[3]
- المركز الأول في مسابقة شاعر الحرية، ولقب شاعر الحرية التي أقامتها قناة الجزيرة عام 2011 في دولة قطر.[4]

- نهائيات مسابقة أمير الشعراء، في أبوظبي بموسمها الخامس 2013.
- حاصل على عدة جوائز عراقية  في الشعر أبرزها المركز الثاني على شباب القطر العراقي عام 1997 والمركز الأول في مسابقة جامعة الموصل الأبداعية السنوية لثلاث مرات

المشاركة في المهرجانات الشعرية:
- شارك الشاعر في العديد من المهرجانات العربية مثل مهرجان المربد،[5] مهرجان البابطين.[6]

## التكريم
تم تكريمه من قبل الاتحاد العام الأدباء والكتاب في العراق.